# Tito Jackson
Toriano Adaryll (Tito) Jackson (Gary (Indiana), 15 oktober 1953 – Gallup (New Mexico), 15 september 2024) was een Amerikaans zanger en gitarist, die vooral bekend werd als lid van The Jackson 5.

## Biografie
Tito Jackson was het derde kind van Joseph Jackson en Katherine Jackson en een broer van onder anderen Michael en Janet Jackson.

### The Jackson 5 / The Jacksons
Jacksons muzikale loopbaan begon in 1963, toen hij tien jaar oud was. Zijn talent werd ontdekt toen hij op een dag op de gitaar van zijn vader zat te spelen en door hem betrapt werd. Op initiatief van zijn vader vormde Tito, samen met zijn twee broers Jackie en Jermaine, in 1964 een groep: The Jackson Brothers. Niet lang daarna breidde het trio uit met Michael en Marlon en ontstond The Jackson 5.
Tito's rol in de groep was vooral die van gitarist en achtergrondzanger, al werden de gitaarpartijen tijdens studio-opnames aanvankelijk ingespeeld door sessiemuzikanten. Vanaf midden jaren zeventig, toen de groepsnaam veranderd was in The Jacksons, nam hij voortaan alle gitaarpartijen zelf op en begon hij ook vaker mee te schrijven aan muziek en tekst.

### Solo
Hoewel Jackson gedurende zijn loopbaan vooral op de achtergrond actief was, begon hij in 2003 met het maken van solomuziek. Hij vond zichzelf opnieuw uit als bluesmuzikant en begon ook live op te treden met zijn band The Funk Brothers. In 2016, na meer dan vijftig werkzame jaren in de showbusiness, scoorde Jackson zijn eerste solohit in de Verenigde Staten met de single Get It Baby (een samenwerking met rapper Big Daddy Kane). Na zijn broers (Jackie, Jermaine, Marlon, Michael en Randy) en zussen (Rebbie, La Toya en Janet) werd hij daarmee de laatste van de familieleden van de eerste generatie Jacksons die een solohit scoorde in de Amerikaanse Billboard-charts. Get It Baby was afkomstig van zijn solo-debuutalbum Tito Time, dat in december 2016 werd uitgebracht in Japan en in 2017 een wereldwijde release kende.
Jacksons tweede soloalbum, Under Your Spell, verscheen in 2021. Aan de eerste single hiervan, Love One Another, werkten onder anderen zijn broer Marlon Jackson en Stevie Wonder mee.

### Persoonlijk
Jackson was van 1972 tot 1988 getrouwd met Delores ("DeeDee") Jackson (overleden in 1994). Zij kregen drie zoons (Taj, Taryll en TJ), die samen de muziekgroep 3T vormden.
Jackson overleed op 15 september 2024 op 70-jarige leeftijd aan een hartaanval tijdens een autorit.

## Discografie

### Studioalbums
- Tito Time (2016)
- Under Your Spell (2021)

### Singles
- Get It Baby (2016, met Big Daddy Kane)
- When the Magic Happens (2017)
- One Way Street (2017)
- We Made It (2018)
- Make Your Mind Up (2020)
- Love One Another (2021)